# 19 octobre 2013
Le samedi 19 octobre 2013 est le 292e jour de l'année 2013.

## Décès
- Georges Descrières (né le 15 avril 1930), acteur français
- Hirotaka Toyoshima (né le 10 décembre 1933), peintre japonais
- Jakkrit Panichpatikum (né le 31 janvier 1973), tireur sportif au pistolet de nationalité thaïlandaise
- John Bergamo (né le 28 mai 1940), compositeur américain
- Mahmoud Zoufonoun (né le 1er janvier 1920), violoniste et compositeur iranien
- Noel Harrison (né le 29 janvier 1934), chanteur, acteur et skieur olympique britannique
- Ronald Shannon Jackson (né le 12 janvier 1940), musicien américain
- Viktor Tsybulenko (né le 13 juillet 1930), athlète soviétique de nationalité ukrainienne, spécialiste du lancer du javelot
- Vladimir Keilis-Borok (né le 31 juillet 1921), sismologue et géophysicien russo-américain

## Événements
- Accident du Pilatus OO-NAC en Belgique
- Faïza Hassouni est assassinée.
- Sortie du film Before I Sleep
- Sortie du jeu vidéo Dracula 2: The Last Sanctuary
- Sortie du DVD Live ~Legend I
- Sortie du film Pokémon, le film : Genesect et l'Éveil de la légende
- Sortie du jeu vidéo Sonic Lost World
- Sortie du film The Christmas Candle